# 수박씨닷컴
수박씨닷컴은 (주)비상교육이 만든 중등 인터넷 강의 교육 사이트이다. 주로 중학교 내신강좌, 영어, 수학 심화 강좌, 고등 대비 강좌, 미래교육 동영상강의를 제공하고 있다. 또한 학생과 학부모를 대상으로 고입 입시 정보 및 내신 관리 관련 학습 서비스를 제공하고 있다.

## 연혁
- 2007년 1월 : 중•고등 온라인강의 '수박씨닷컴' 오픈
- 2008년 10월: 수박씨닷컴 웹 사이트 중·고등 부문 분리 (중등 - 수박씨닷컴, 고등 - 비상에듀닷컴)
- 2010년 11월 : 중등업계 최초 안드로이드폰앱 오픈
- 2011년 1월 : 중등업계 최초 아이폰앱 오픈
- 2012년 7월: 중등업계 최초 학습전용기기 s-pad 출시
- 2012년 11월 : 안드로이드 태블릿 PC앱 오픈
- 2013년 3월 : 아이패드 앱 오픈
- 2013년 4월 : 모바일웹 오픈
- 2014년 6월 : 학부모전용 안드로이드앱 오픈
- 2014년 7월 : 학부모전용 아이폰앱 오픈
- 2014년 10월 : 모바일웹 2.0 리뉴얼
- 2015년 6월 : 안드로이드앱 2.0 리뉴얼
- 2015년 7월 : 안드로이드앱 2.0 집중모드&퀵다운 추가
- 2015년 10월 : 모바일웹 2.0 나의 공부방 개선
- 2016년 6월 : 모바일웹 3.0 리뉴얼
- 2016년 7월 : 모바일웹 3.0 서술형 첨삭 오픈
- 2016년 12월 : 수행평가 풀서비스, 콕 서비스 오픈
- 2017년 3월 : HD 영상 서비스 도입
- 2017년 4월 : Weekly 콕 강의 오픈
- 2017년 6월 : 100시간 체험존 콕 강의 추가
- 2017년 7월 : 수박씨맘 안드로이드/아이폰 앱 알파ON 학습관리 오픈
- 2017년 11월 : 모바일 서점 오픈, FULL HD 영상서비스 도입
- 2018년 3월 : 모바일웹 메인 개편
- 2018년 7월 : 수박씨닷컴 앱/모바일웹 멘토ON/질답ON, 알파ON 클래스 앱 오픈
- 2020년 8월 : 전용기기 런칭
- 2020년 11월 : 알파ON LIVE 캠스터디 오픈
- 2020년 12월 : 수박씨알파S 전용 학습앱 오픈
- 2022년 11월 : 서비스 종료후 온리원으로 개편

## 수박씨알파S
중등 전 학년 전 강좌를 무제한 수강할 수 있는 상품으로, 전용기기 탭 및 PC 전용 상품으로 나뉘며, 월납/일시납 선택하여 신청할 수 있다. 기존 무한수강에서 명칭이 변경되었으며 알파ON LIVE 캠스터디와 AI 음성인식 서비스가 추가되었다.

## 특장점
- 비상교재 독점 강의 : 비상교재에는 오투, 한끝, 개념플러스유형, 완자, 내공의 힘, 만랩 등이 있으며 비상교육의 베스트셀러 교재 강의는 오직 수박씨닷컴에서만 수강할 수 있다.
- 수강생 97.1% 성적 향상 : 학원처럼 정해진 시간에 꾸준히 공부할 수 있도록 공부 습관을 잡아주기 때문에 학습 집중력 향상은 물론 출석일과 수강 시간이 늘어 궁극적으로 공부 학습량을 늘려준다. 그 결과 수박씨닷컴 회원들의 97.1%가 성적 향상 결과를 이루었다.[a]
- 전국 TOP급 선생님 : SKY 대학 졸업 , 정교사 출신 , 유명 학군(대치 • 강남 • 목동 등 ) 학원의 대표강사 출신으로 구성되어 있다. 선생님 자체 제작 비법노트인 쌤스노트와 함께 꼼꼼한 학습이 가능하다.

## 주요 서비스
- 알파ON 클래스
- 알파ON LIVE 캠스터디
- 알파ON 질답
- 알파ON 멘토
- AI 음성인식 서비스
- 스마트 플랜

## 학습 컨텐츠
- 내신 집중 강좌
- 날개 강좌
- 영어 전문 강좌
- 수학/과학 최상위 실력 완성 강좌
- 평가 시스템
- 특목고 입시 대비